# .tc
.tc – domena internetowa przypisana do Turks i Caicos.
Domena wywołała kontrowersje, gdy mała firma zarządzająca nią w Londynie – adamsnames.com – drastycznie podniosła ceny za krótkie formy domen z 15 funtów do 3000 (czasowo nawet 7000) oraz przestała przedłużać domeny, resetując je. Ponieważ te kroki były nie do przewidzenia, pomimo uprzedzenia o tych działaniach, wywołało to falę krytyki w internecie. Użytkownicy obawiali się utraty adresu stron internetowych oraz e-mail które przez lata rozpowszechnili.